# Волочаевка-2

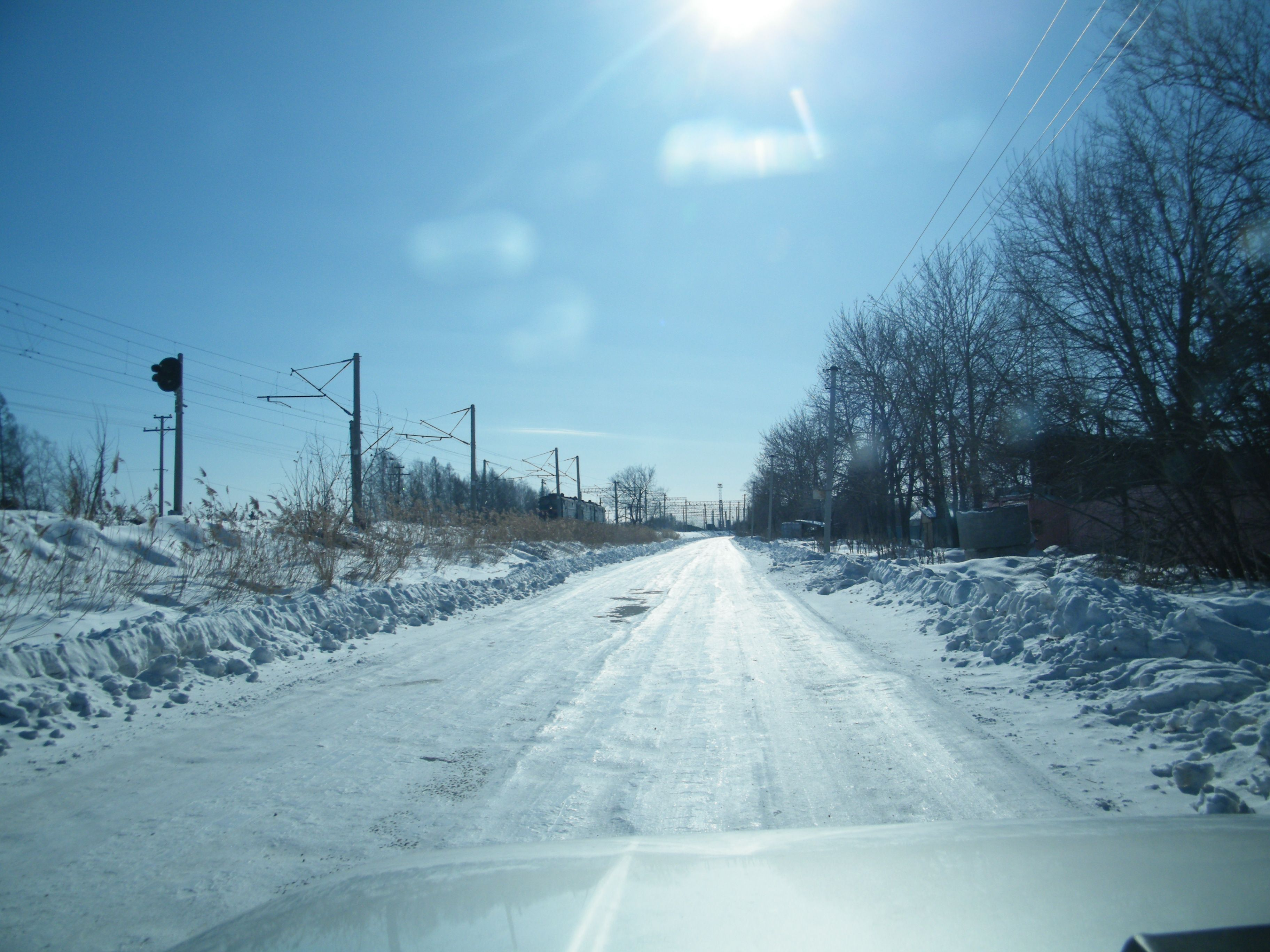
Улица посёлка Волочаевка-2 и железнодорожные пути.

Волоча́евка-2 (Волочаевка Вторая) — посёлок городского типа в Смидовичском районе Еврейской автономной области России. Административный центр Волочаевского городского поселения.

## География
Посёлок расположен примерно в одном километре севернее автотрассы «Амур».
Расстояние до административного центра пос. Смидович 58 км (на запад).
В нескольких километрах севернее посёлка протекает река Тунгуска, к посёлку подходят её старицы.
На север от пос. Волочаевка-2 идёт дорога к сёлам Соцгородок и Даниловка. Через посёлок проходит железнодорожная линия Комсомольск-на-Амуре — Дежнёвка Дальневосточной железной дороги.

## История
Посёлок возник при строительстве железнодорожной линии Хабаровск — Комсомольск-на-Амуре.
Статус посёлка городского типа — с 1938 года.

## Население
| 1939  | 1959  | 1970  | 1979  | 1989  | 1992  | 2002  | 2009  |
| ----- | ----- | ----- | ----- | ----- | ----- | ----- | ----- |
| 912   | ↗1981 | ↘1766 | ↗1783 | ↗2060 | ↗2100 | ↘2035 | ↘1870 |
| 2010  | 2011  | 2012  | 2013  | 2014  | 2015  | 2016  | 2017  |
| ↗1937 | ↘1932 | ↘1892 | ↘1858 | ↗1862 | ↘1810 | ↘1785 | ↘1746 |
| 2018  | 2019  | 2020  | 2021  | 2023  |       |       |       |
| ↘1706 | ↘1673 | ↘1654 | ↗1943 | ↘1917 |       |       |       |

## Инфраструктура
В посёлке расположена крупная узловая железнодорожная станция Волочаевка II Дальневосточной железной дороги на которой до 2023 года производилась смена электровозов грузовых поездов на тепловозы, и наоборот, в связи с окончанием контактной сети со стороны Транссиба, далее следовала однопутная неэлектрифицированная линия до Комсомольска-на-Амуре; один из главных проектов ближайших лет — её электрификация от станции Волочаевка II до Советской Гавани. Смена локомотивов обеспечивается наличием в посёлке оборотного локомотивного депо.

## Известные уроженцы
- Львов, Александр Григорьевич (род. 1950) — российский военачальник, генерал-полковник.